# Greda (Ljubuški, BiH)
Greda je naseljeno mjesto u gradu Ljubuškom, Federacija BiH, BiH.

## Stanovništvo

### 1991.
Nacionalni sastav stanovništva 1991. godine, bio je sljedeći:
ukupno: 133
- Hrvati - 133

### 2013.
Nacionalni sastav stanovništva 2013. godine, bio je sljedeći:
ukupno: 115
- Hrvati - 115